# L'odio è il mio Dio
L'odio è il mio Dio è un film del 1969 diretto da Claudio Gora.

## Trama
I maggiorenti di Big Spring, un piccolo paese del Colorado, non riescono a impedire alla condanna a morte del giovane contadino Stephen Kerney. Il giovane Vincent, fratello di Stephen, ritorna dopo otto anni per compiere la sua vendetta.